# Baranczinskij
Baranczinskij (ros. Баранчинский) – osiedle w Rosji, w obwodzie swierdłowskim, w okręgu miejskim Kuszwy. W 2010 liczyło 9461 mieszkańców.